# Tom Clancy's Ghost Recon Advanced Warfighter 2
Tom Clancy's Ghost Recon Advanced Warfighter 2 é um jogo eletrônico do gênero Tiro em primeira pessoa tático, sendo a continuação de Tom Clancy's Ghost Recon Advanced Warfighter, e quarto jogo da série Ghost Recon. Publicado pela Ubisoft, Advanced Warfighter 2 foi lançado em 6 de março de 2007 para Xbox 360, em 28 de junho para Microsoft Windows e posteriormente, em 23 de agosto, para os consoles da Sony, PlayStation 3 e PlayStation Portable.
Advanced Warfighter 2 é ambientado no ano de 2014, imediatamente após os acontecimentos do jogo anterior, ao sul da fronteira Estados Unidos-México e se dá em um conflito de 72 horas entre um grupo rebelde do México e o Exército dos Estados Unidos. Uma grande variedade de características locais são incluídas, com montanhas, pequenas cidades, ambientes urbanos e uma grande barragem hidroeléctrica ao norte da fronteira. Desde seu lançamento, vendeu cerca de 1 milhão de cópias apenas para Xbox 360. Também foi nomeado "Jogo do mês" pela Game Informer, em maio de 2007. Em dezembro de 2007, segundo o Metacritic, o jogo alcançou pontuações 86, 76 e 84 para os consoles Xbox360, PC e PlayStation 3, respectivamente.